# Jimmy Justice
Pour les articles homonymes, voir Justice (homonymie).
Jimmy Justice, de son vrai nom James Anthony Bernard Little, né le 15 décembre 1939 à Carshalton et mort le 15 novembre 2022 à Croydon, est un chanteur anglais.

## Biographie
Adolescent, James Little se lie d'amitié avec Dave et George Sweetnam, qui sont des demi-frères d'Emile Ford. Pour cette raison, Little est parfois invité à chanter avec les Checkmates, et par Ford pour démarrer son propre groupe. Après avoir participé à un concours de talent, il est remarqué par EMI, mais il signe avec Pye Records malgré l'avis de Ford. Son premier single, crédité "JJ & the Jury", est I Understand en 1960. The Jury est le titre utilisé pour le groupe de soutien de Justice, ce premier enregistrement est en réalité fait par les Checkmates.
Malgré le manque de succès du single, Pye lui offre un contrat d'enregistrement de trois ans. En rendant visite à sa petite amie, qui vit en Suède, il chante dans des clubs et à la radio et à la télévision, ce qui lui vaut sa première exposition majeure ; finalement il a un grand succès en Suède avec Little Lonely One, à l'origine de The Jarmels. Il reste en Suède pendant que ses disques percent au Royaume-Uni, trois d'entre eux entrent dans l'UK Singles Chart en 1962 : When My Little Girl Is Smilin (neuvième en mars), Ain't That Funny (huitième en juin), Spanish Harlem (vingtième en août). Sa version de When My Little Girl Is Smiling sort en même temps que la chanson originale de The Drifters et la version de Craig Douglas.
En raison de son absence générale au Royaume-Uni au moment où ses disques ont du succès, il est incapable de tirer pleinement parti de sa popularité dans son pays d'origine. Kapp Records distribue sa version de When My Little Girl Is Smiling aux États-Unis. Ses disques se vendent dans toute l'Europe et en Australie. Il se présente avec The Little Cracked Bell Of San Raquel pour représenter le Royaume-Uni au Concours Eurovision de la chanson 1963, mais finit dernier des sept candidats.
Justice sort deux albums en 1963 (I Wake Up Crying et Justice for All!), mais la mode est à la beat. Le premier comprend une reprise du tube de Clyde McPhatter, Since You're Been Gone.
En 2001, cinquante enregistrements pour Pye fait l'objet d'une compilation chez Castle Music.

## Source de la traduction
- (en) Cet article est partiellement ou en totalité issu de l’article de Wikipédia en anglais intitulé « Jimmy Justice (musician) » (voir la liste des auteurs).